# Un seguit de desgràcies catastròfiques de Lemony Snicket
Un seguit de desgràcies catastròfiques de Lemony Snicket (títol original: Lemony Snicket's A Series of Unfortunate Events) és una pel·lícula estatunidenca dirigida l'any 2004 per Brad Silberling, adaptació de la sèrie de novel·less homònimes de Lemony Snicket. El guió reprèn particularment elements dels tres primers toms, The Bad Beginning, The Reptile Room i The Wide Window. Ha estat doblada al català.

## Argument
Després de l'incendi de la mansió Baudelaire i de la mort dels seus pares, Violette, Klaus, i Prunille queden orfes. El senyor Poe, director del banc on és dipositada la gran riquesa d'aquesta família, és encarregat de confiar els fills al parent més pròxim del senyor i senyora Baudelaire: el comte Olaf...Un sinistre actor egoista i presumit, que només busca treure's de sobre els fills i posar les mans en la seva fortuna familiar.

## Repartiment
- Jim Carrey: El Comte Olaf, Stephano, el Capità Sham
- Liam Aiken: Klaus Baudelaire
- Emily Browning: Violet Baudelaire
- Timothy Spall: M. Poe
- Billy Connolly: Oncle Monty
- Meryl Streep: Aunt Josephine
- Jude Law: Lemony Snicket
- Catherine O'Hara: La jutgessa Abott
- Cedric The Entertainer: El Comissari
- Luis Guzmán: L'Home calb
- Jennifer Coolidge: Una de les dones de cap blanc
- Craig Ferguson: La persona de gènere indeterminat
- Dustin Hoffman: El crític (no surt als crèdits)
- Shelby i Kara Hoffman: Sunny Baudelaire

## Al voltant de la pel·lícula
- L'elf amb el qual els nens arriben a evitar el tren no és altre que una figura que representa l'elf del dibuix animat presentat al començament del film .
- Premis
  - 2004: Oscar al millor maquillatge ; 4 nominacions (Oscar a la millor direcció artística, Oscar al millor vestuari, Oscar a la millor banda sonora)
  - 2004: 3 nominacions premis Critics' Choice: Actriu jove, actor jove, pel·lícula familiar
- Crítica
- "Una veritable raresa. (...) Estranya, excitant, és una recomanació per a nens amb imaginació... però decididament no pels més petits de la casa."[3]
- "Bona pel·lícula, gran diversió"[4]